# Another You
"Another You" is een nummer van de Nederlandse dj Armin van Buuren en de Nederlandse zanger Mr. Probz uit 2015.

## Achtergrondinformatie
Het staat inmiddels op de 12e positie in de Nederlandse Top 40 en op nummer 49 in de Vlaamse Ultratop 50.

## Tracklijst
| Nr. | Titel                    | Duur |
| --- | ------------------------ | ---- |
| 1.  | Another You (radio edit) | 3:12 |

| Nr. | Titel                               | Duur |
| --- | ----------------------------------- | ---- |
| 1.  | Another You (extended mix)          | 4:54 |
| 2.  | Another You (Mark Sixma radio edit) | 3:41 |
| 3.  | Another You (Mark Sixma remix)      | 4:41 |

| Nr. | Titel                                | Duur |
| --- | ------------------------------------ | ---- |
| 1.  | Another You (Headhunterz radio edit) | 3:07 |

| Nr. | Titel                           | Duur |
| --- | ------------------------------- | ---- |
| 1.  | Another You (Headhunterz remix) | 4:49 |

| Nr. | Titel                               | Duur |
| --- | ----------------------------------- | ---- |
| 1.  | Another You (radio edit)            | 3:12 |
| 2.  | Another You (Mark Sixma radio edit) | 3:41 |
| 3.  | Another You (extended mix)          | 4:54 |
| 4.  | Another You (Mark Sixma remix)      | 4:41 |

## Hitnoteringen

### Nederlandse Top 40
| Hitnotering: 09-05-2015 t/m 05-09-2015 | Hitnotering: 09-05-2015 t/m 05-09-2015 | Hitnotering: 09-05-2015 t/m 05-09-2015 | Hitnotering: 09-05-2015 t/m 05-09-2015 | Hitnotering: 09-05-2015 t/m 05-09-2015 | Hitnotering: 09-05-2015 t/m 05-09-2015 | Hitnotering: 09-05-2015 t/m 05-09-2015 | Hitnotering: 09-05-2015 t/m 05-09-2015 | Hitnotering: 09-05-2015 t/m 05-09-2015 | Hitnotering: 09-05-2015 t/m 05-09-2015 | Hitnotering: 09-05-2015 t/m 05-09-2015 | Hitnotering: 09-05-2015 t/m 05-09-2015 | Hitnotering: 09-05-2015 t/m 05-09-2015 | Hitnotering: 09-05-2015 t/m 05-09-2015 | Hitnotering: 09-05-2015 t/m 05-09-2015 | Hitnotering: 09-05-2015 t/m 05-09-2015 | Hitnotering: 09-05-2015 t/m 05-09-2015 | Hitnotering: 09-05-2015 t/m 05-09-2015 | Hitnotering: 09-05-2015 t/m 05-09-2015 | Hitnotering: 09-05-2015 t/m 05-09-2015 |
| Week:                                  | 1                                      | 2                                      | 3                                      | 4                                      | 5                                      | 6                                      | 7                                      | 8                                      | 9                                      | 10                                     | 11                                     | 12                                     | 13                                     | 14                                     | 15                                     | 16                                     | 17                                     | 18                                     |                                        |
| -------------------------------------- | -------------------------------------- | -------------------------------------- | -------------------------------------- | -------------------------------------- | -------------------------------------- | -------------------------------------- | -------------------------------------- | -------------------------------------- | -------------------------------------- | -------------------------------------- | -------------------------------------- | -------------------------------------- | -------------------------------------- | -------------------------------------- | -------------------------------------- | -------------------------------------- | -------------------------------------- | -------------------------------------- | -------------------------------------- |
| Positie:                               | 29                                     | 19                                     | 12                                     | 11                                     | 8                                      | 9                                      | 11                                     | 12                                     | 15                                     | 17                                     | 17                                     | 17                                     | 21                                     | 25                                     | 25                                     | 26                                     | 28                                     | 29                                     | uit                                    |

### NederlandseSingle Top 100
| Hitnotering (week 1 t/m 26): 02-05-2015 t/m 24-10-2015 Hitnotering (week 27): 07-11-2015 | Hitnotering (week 1 t/m 26): 02-05-2015 t/m 24-10-2015 Hitnotering (week 27): 07-11-2015 | Hitnotering (week 1 t/m 26): 02-05-2015 t/m 24-10-2015 Hitnotering (week 27): 07-11-2015 | Hitnotering (week 1 t/m 26): 02-05-2015 t/m 24-10-2015 Hitnotering (week 27): 07-11-2015 | Hitnotering (week 1 t/m 26): 02-05-2015 t/m 24-10-2015 Hitnotering (week 27): 07-11-2015 | Hitnotering (week 1 t/m 26): 02-05-2015 t/m 24-10-2015 Hitnotering (week 27): 07-11-2015 | Hitnotering (week 1 t/m 26): 02-05-2015 t/m 24-10-2015 Hitnotering (week 27): 07-11-2015 | Hitnotering (week 1 t/m 26): 02-05-2015 t/m 24-10-2015 Hitnotering (week 27): 07-11-2015 | Hitnotering (week 1 t/m 26): 02-05-2015 t/m 24-10-2015 Hitnotering (week 27): 07-11-2015 | Hitnotering (week 1 t/m 26): 02-05-2015 t/m 24-10-2015 Hitnotering (week 27): 07-11-2015 | Hitnotering (week 1 t/m 26): 02-05-2015 t/m 24-10-2015 Hitnotering (week 27): 07-11-2015 | Hitnotering (week 1 t/m 26): 02-05-2015 t/m 24-10-2015 Hitnotering (week 27): 07-11-2015 | Hitnotering (week 1 t/m 26): 02-05-2015 t/m 24-10-2015 Hitnotering (week 27): 07-11-2015 | Hitnotering (week 1 t/m 26): 02-05-2015 t/m 24-10-2015 Hitnotering (week 27): 07-11-2015 | Hitnotering (week 1 t/m 26): 02-05-2015 t/m 24-10-2015 Hitnotering (week 27): 07-11-2015 | Hitnotering (week 1 t/m 26): 02-05-2015 t/m 24-10-2015 Hitnotering (week 27): 07-11-2015 | Hitnotering (week 1 t/m 26): 02-05-2015 t/m 24-10-2015 Hitnotering (week 27): 07-11-2015 | Hitnotering (week 1 t/m 26): 02-05-2015 t/m 24-10-2015 Hitnotering (week 27): 07-11-2015 | Hitnotering (week 1 t/m 26): 02-05-2015 t/m 24-10-2015 Hitnotering (week 27): 07-11-2015 | Hitnotering (week 1 t/m 26): 02-05-2015 t/m 24-10-2015 Hitnotering (week 27): 07-11-2015 | Hitnotering (week 1 t/m 26): 02-05-2015 t/m 24-10-2015 Hitnotering (week 27): 07-11-2015 | Hitnotering (week 1 t/m 26): 02-05-2015 t/m 24-10-2015 Hitnotering (week 27): 07-11-2015 | Hitnotering (week 1 t/m 26): 02-05-2015 t/m 24-10-2015 Hitnotering (week 27): 07-11-2015 | Hitnotering (week 1 t/m 26): 02-05-2015 t/m 24-10-2015 Hitnotering (week 27): 07-11-2015 | Hitnotering (week 1 t/m 26): 02-05-2015 t/m 24-10-2015 Hitnotering (week 27): 07-11-2015 | Hitnotering (week 1 t/m 26): 02-05-2015 t/m 24-10-2015 Hitnotering (week 27): 07-11-2015 | Hitnotering (week 1 t/m 26): 02-05-2015 t/m 24-10-2015 Hitnotering (week 27): 07-11-2015 | Hitnotering (week 1 t/m 26): 02-05-2015 t/m 24-10-2015 Hitnotering (week 27): 07-11-2015 | Hitnotering (week 1 t/m 26): 02-05-2015 t/m 24-10-2015 Hitnotering (week 27): 07-11-2015 | Hitnotering (week 1 t/m 26): 02-05-2015 t/m 24-10-2015 Hitnotering (week 27): 07-11-2015 |
| Week:                                                                                    | 1                                                                                        | 2                                                                                        | 3                                                                                        | 4                                                                                        | 5                                                                                        | 6                                                                                        | 7                                                                                        | 8                                                                                        | 9                                                                                        | 10                                                                                       | 11                                                                                       | 12                                                                                       | 13                                                                                       | 14                                                                                       | 15                                                                                       | 16                                                                                       | 17                                                                                       | 18                                                                                       | 19                                                                                       | 20                                                                                       | 21                                                                                       | 22                                                                                       | 23                                                                                       | 24                                                                                       | 25                                                                                       | 26                                                                                       |                                                                                          | 27                                                                                       |                                                                                          |
| ---------------------------------------------------------------------------------------- | ---------------------------------------------------------------------------------------- | ---------------------------------------------------------------------------------------- | ---------------------------------------------------------------------------------------- | ---------------------------------------------------------------------------------------- | ---------------------------------------------------------------------------------------- | ---------------------------------------------------------------------------------------- | ---------------------------------------------------------------------------------------- | ---------------------------------------------------------------------------------------- | ---------------------------------------------------------------------------------------- | ---------------------------------------------------------------------------------------- | ---------------------------------------------------------------------------------------- | ---------------------------------------------------------------------------------------- | ---------------------------------------------------------------------------------------- | ---------------------------------------------------------------------------------------- | ---------------------------------------------------------------------------------------- | ---------------------------------------------------------------------------------------- | ---------------------------------------------------------------------------------------- | ---------------------------------------------------------------------------------------- | ---------------------------------------------------------------------------------------- | ---------------------------------------------------------------------------------------- | ---------------------------------------------------------------------------------------- | ---------------------------------------------------------------------------------------- | ---------------------------------------------------------------------------------------- | ---------------------------------------------------------------------------------------- | ---------------------------------------------------------------------------------------- | ---------------------------------------------------------------------------------------- | ---------------------------------------------------------------------------------------- | ---------------------------------------------------------------------------------------- | ---------------------------------------------------------------------------------------- |
| Positie:                                                                                 | 61                                                                                       | 45                                                                                       | 7                                                                                        | 11                                                                                       | 11                                                                                       | 11                                                                                       | 13                                                                                       | 16                                                                                       | 17                                                                                       | 19                                                                                       | 21                                                                                       | 23                                                                                       | 24                                                                                       | 24                                                                                       | 27                                                                                       | 31                                                                                       | 32                                                                                       | 34                                                                                       | 39                                                                                       | 44                                                                                       | 53                                                                                       | 68                                                                                       | 81                                                                                       | 88                                                                                       | 94                                                                                       | 100                                                                                      | uit                                                                                      | 74                                                                                       | uit                                                                                      |

### 3FM Mega Top 50
| Hitnotering: 09-05-2015 t/m 05-09-2015 | Hitnotering: 09-05-2015 t/m 05-09-2015 | Hitnotering: 09-05-2015 t/m 05-09-2015 | Hitnotering: 09-05-2015 t/m 05-09-2015 | Hitnotering: 09-05-2015 t/m 05-09-2015 | Hitnotering: 09-05-2015 t/m 05-09-2015 | Hitnotering: 09-05-2015 t/m 05-09-2015 | Hitnotering: 09-05-2015 t/m 05-09-2015 | Hitnotering: 09-05-2015 t/m 05-09-2015 | Hitnotering: 09-05-2015 t/m 05-09-2015 | Hitnotering: 09-05-2015 t/m 05-09-2015 | Hitnotering: 09-05-2015 t/m 05-09-2015 | Hitnotering: 09-05-2015 t/m 05-09-2015 | Hitnotering: 09-05-2015 t/m 05-09-2015 | Hitnotering: 09-05-2015 t/m 05-09-2015 | Hitnotering: 09-05-2015 t/m 05-09-2015 | Hitnotering: 09-05-2015 t/m 05-09-2015 | Hitnotering: 09-05-2015 t/m 05-09-2015 | Hitnotering: 09-05-2015 t/m 05-09-2015 | Hitnotering: 09-05-2015 t/m 05-09-2015 |
| Week:                                  | 1                                      | 2                                      | 3                                      | 4                                      | 5                                      | 6                                      | 7                                      | 8                                      | 9                                      | 10                                     | 11                                     | 12                                     | 13                                     | 14                                     | 15                                     | 16                                     | 17                                     | 18                                     |                                        |
| -------------------------------------- | -------------------------------------- | -------------------------------------- | -------------------------------------- | -------------------------------------- | -------------------------------------- | -------------------------------------- | -------------------------------------- | -------------------------------------- | -------------------------------------- | -------------------------------------- | -------------------------------------- | -------------------------------------- | -------------------------------------- | -------------------------------------- | -------------------------------------- | -------------------------------------- | -------------------------------------- | -------------------------------------- | -------------------------------------- |
| Positie:                               | 32                                     | 11                                     | 9                                      | 9                                      | 8                                      | 9                                      | 12                                     | 13                                     | 13                                     | 17                                     | 15                                     | 18                                     | 23                                     | 27                                     | 27                                     | 26                                     | 38                                     | 34                                     | uit                                    |

### VlaamseUltratop 50
| Hitnotering: 16-05-2015 t/m 25-07-2015 | Hitnotering: 16-05-2015 t/m 25-07-2015 | Hitnotering: 16-05-2015 t/m 25-07-2015 | Hitnotering: 16-05-2015 t/m 25-07-2015 | Hitnotering: 16-05-2015 t/m 25-07-2015 | Hitnotering: 16-05-2015 t/m 25-07-2015 | Hitnotering: 16-05-2015 t/m 25-07-2015 | Hitnotering: 16-05-2015 t/m 25-07-2015 | Hitnotering: 16-05-2015 t/m 25-07-2015 | Hitnotering: 16-05-2015 t/m 25-07-2015 | Hitnotering: 16-05-2015 t/m 25-07-2015 | Hitnotering: 16-05-2015 t/m 25-07-2015 | Hitnotering: 16-05-2015 t/m 25-07-2015 |
| Week:                                  | 1                                      | 2                                      | 3                                      | 4                                      | 5                                      | 6                                      | 7                                      | 8                                      | 9                                      | 10                                     | 11                                     |                                        |
| -------------------------------------- | -------------------------------------- | -------------------------------------- | -------------------------------------- | -------------------------------------- | -------------------------------------- | -------------------------------------- | -------------------------------------- | -------------------------------------- | -------------------------------------- | -------------------------------------- | -------------------------------------- | -------------------------------------- |
| Positie:                               | 49                                     | 18                                     | 16                                     | 19                                     | 15                                     | 14                                     | 10                                     | 13                                     | 17                                     | 37                                     | 47                                     | uit                                    |